# كابورتهالا
كابورتهالا(بالأردية: کپور تھلہ، بالإنجليزية: Kapurthala، بالبنجابية (شاه مكهي): کپورتھلا، بالفارسية: کاپورتالا): هي مدينة في ولاية البنجاب في الهند. وهي المقر الإداري لمنطقة كابورتهالا. كانت عاصمة ولاية كابورتهالا، وهي ولاية أميرية في الهند البريطانية. المزيج الجمالي للمدينة -بمبانيها البارزة المبنية على طراز العمارة الفرنسية والهند ساراكينوسية- يحكي عن ماضيها الأميري. تعرف أيضًا باسم مدينة القصور والحدائق.

## التاريخ
تأسست مدينة كابورتهالا على يد كوتاك راجبوتس. من القرن الحادي عشر إلى 1772، كانت كابورتهالا تحت حكم العديد من الزعماء المسلمين، الذين خدموا كإقطاعيين تحت سلطنة دلهي وسلطنة مغول الهند.
في 1772، تم الاستيلاء على كابورتهالا من الزعماء المسلمين وتم ضمها إلى ولاية كابورتهالا من قبل حكام مِثل أهلواليا السيخي.